# 拉欧特博姆
拉欧特博姆（法語：La Haute-Beaume，法語發音：[la ot bom]）是法国上阿尔卑斯省的一个市镇，属于加普区。

## 地理
拉欧特博姆（44°33'50"N, 5°37'40"E）面积7.13 平方千米，位于法国普罗旺斯-阿尔卑斯-蓝色海岸大区上阿尔卑斯省，该省份为法国东南部内陆省份，北起萨瓦省，西北接伊泽尔省，西南接德龙省，南至上普罗旺斯阿尔卑斯省，东北部与意大利接壤。
与拉欧特博姆接壤的市镇（或旧市镇、城区）包括：拉博姆、蒙布朗、瓦勒马拉韦勒。

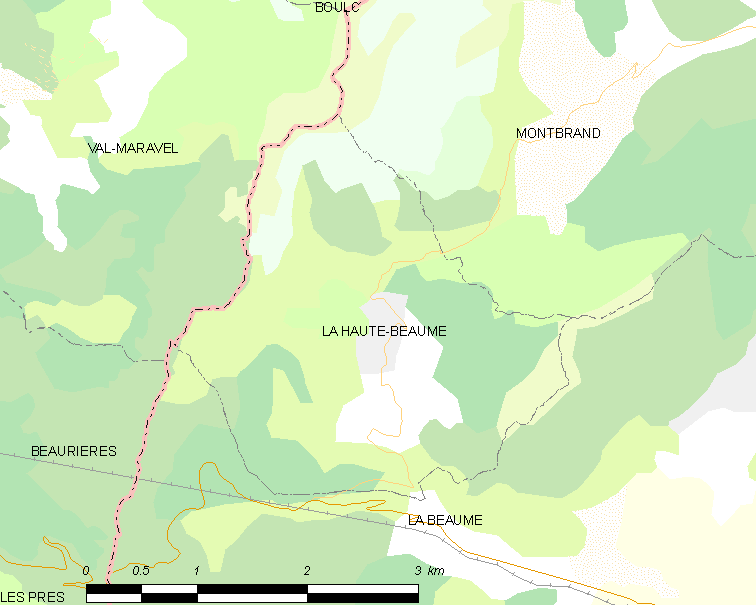
拉欧特博姆的OSM定位图

拉欧特博姆的时区为UTC+01:00、UTC+02:00（夏令时）。

## 行政
拉欧特博姆的邮政编码为05140，INSEE市镇编码为05066。

## 政治
拉欧特博姆所属的省级选区为塞尔县。

## 人口

1962-2008年间拉欧特博姆人口变化图示

拉欧特博姆于2022年1月1日时的人口数量为7人。